# Стереотипия
Стереоти́пия — устойчивое бесцельное повторение движений, слов или фраз (ритуалы), иногда во время стресса. Действия при стереотипии могут быть как простыми, например, раскачивание из стороны в сторону, так и сложными, например, маршировка на месте, но каждый раз повторяются без изменений. Предложено несколько гипотез возникновения стереотипии, существуют несколько методов терапии.

## Связанные расстройства
Двигательная стереотипия встречается при органических поражениях головного мозга (при некоторых послеинсультных состояниях, при болезни Пика), при сумеречном помрачении сознания (в особенности у эпилептиков), при кататонической шизофрении. 
Речевая стереотипия наблюдается также при органических поражениях головного мозга, очень часто — при болезни Пика.

## МКБ-9
В МКБ-9 была рубрика «стереотипные повторяющиеся движения» (307.3). Как описано в классификации, ключевая особенность этого диагноза — повторяющиеся стереотипные движения, которые не связаны с каким-либо психическим или неврологическим заболеванием. Включается раскачивание, вращение, кивание головой, кивательные спазмы, подмаргивание и постукивание пальцами. В основном встречается при умственной отсталости с основным расстройством либо при монотонности окружающей обстановки.

## Стереотипии у животных
Стереотипии наблюдаются также у животных, зачастую из-за длительного содержания в тесном замкнутом пространстве.

## Отличия от аутостимуляции
В отличие от аутостимуляций, которые обычно являются эмоционально заряженными и имеют своей целью достижение тонизирующего эффекта, стереотипии представляют собой импульсивную моторную разрядку без аффективной окраски.